# 虹男
『虹男』（にじおとこ） は、角田喜久雄の推理小説。 および、それを原作とする映画作品。

## 小説版
1947年に第一新聞に連載され、春陽文庫などで刊行された。『笛吹けば人が死ぬ』等でおなじみ明石良輔、岡田警部が登場、陰陽師の呪いをバックボーンに、虹に取り憑かれた一家、摩耶家の奇怪な連続殺人の謎を追う。
知的障害の少年や囚われの精神異常者といった異常なキャラクター達、「虹男の伝説」といったスリラー風味を前面に押し出しつつ、犯人捜し、アリバイトリック、虹を見せる殺人方法の理由など本格要素も含んだ探偵小説である。

## 映画版

### ストーリー
社会部記者の鳥飼美々は、物理学者の摩耶龍造の別荘で起こった放火殺人事件の容疑者が、学生時代の友人で、龍造の後妻の姪である由利枝と知り、同僚で恋人の明石良輔とともに由利枝の無実を晴らそうとする。
ところが龍造の本宅では女中かねを始め、「虹だ、虹男だ!」と断末魔を遺して次々と人が殺されていく。龍造の屋敷には虹の絵を描く画家の勝人や、最近家に戻って来た豊彦らがいた。保釈された由利枝と共に摩耶家に捜査に入った岡田警部は、摩耶家の人々が「虹」に対して何かを恐れ、秘密を持っていることに気づく。
さらに龍造がかつて大学で友人の研究を奪って学位を取ったことや、由利枝の妊娠、その相手は最初の放火殺人事件で死んだはずの弟子の八郎であることが発覚。事件は混迷を深めていく。

### 解説
角田喜久雄の上述の新聞連載作品を原作とし、大映東京撮影所の制作によって1949年（昭和24年） 7月18日に公開された。大映のミステリー路線大映スリラーの1作。パートカラー、スタンダードサイズ、81分、検閲認証番号:10504。同時上映は『犯罪は防げるか 兇悪犯罪の實態』。
幻覚物質メスカリンによる幻覚の表現として部分的にカラーフィルムを挿入した画期的な作品である。但しこれはドラマをカラー撮影したものではなく、赤、青、黄等の色のコントラストが映画の中途中途に数秒間挿入されるものだったが、カラー映画がまだ無かった日本映画では画面に色が現れるだけでも衝撃的な試みであった。虹男の幻影シーンなど、特撮パートには円谷英二が参加している。
なお、現存する本作のネガフィルムは1970年代の不燃化作業の際にデュープされたものであるが、当該作業時にはカラー映像部分のネガは発見されず、デュープネガではカラー部分は欠落している。現在鑑賞することが可能なのは当時の制作関係者や映画を観た人の証言を元にカラーパートを復元したバージョンである。

### スタッフ
- 監督：牛原虚彦
- 助監督：村山三男
- 企画：辻久一、黒岩健而
- 原作：角田喜久雄
- 脚本：高岩肇
- 撮影：柿田勇
- 撮影助手：板橋重夫
- 特殊撮影：横田達之、円谷英二（ノンクレジット[1]）
- 特殊撮影助手：佐野佳博
- 録音：米津次男
- 録音助手：須田武雄
- 照明：柴田恒吉
- 照明助手：田熊源太郎
- 美術：今井高一
- 美術助手：尾上芳夫
- 装置：石崎喜一
- 小道具：武田三郎
- 背景：中村桂太郎
- 園芸：吉田年
- 工作：榎本良夫
- 電飾：千品正二
- 技髪：牧野正雄
- 結髪：田中つねえ
- 衣裳：大原糸江
- 音響効果：花岡勝次郎
- 移動：熊沢三郎
- スチール：宮崎忠男
- 記録：堀木日出
- 音楽：伊福部昭
- 編集：辻井正則
- 俳優事務：中山照子
- 制作主任：中島実
- メスカリン幻覚考証：戸川行男（早稲田大学心理学教授）
- 発色技術：富士写真フィルム技術研究所

### キャスト
- 明石良輔 - 小林桂樹
- 鳥飼美々 - 暁テル子
- 小幡由利枝 - 若杉須美子
- 岡田警部 - 大日方傳（新東宝）
- 摩耶勝人 - 植村謙二郎
- 摩耶志満子 - 平井岐代子
- 野々村かね - 浦辺粂子
- 摩耶竜造 - 見明凡太朗
- 摩耶豊彦 - 宮崎準之助
- 町の医師 - 加原武門
- 清水刑事 - 花布辰男
- 平井医師 - 森山保
- 炭焼 - 宮島城之、佐々木正時
- 新聞記者 - 丸山修
- 西沢 - 渥美進
- 山本 - 北原義雄
- 書記 - 原田詃
- 刑事 - 守田学、鈴木信
- 女中 - 永田芳子

### ソフト化
大映ビデオから「大映ビデオミュージアム」としてVHSソフトが発売された。1992年にはパイオニアからレーザーディスクが発売された。DVDは2006年に角川書店から発売された。